# Condado de Bailey
O Condado de Bailey é um dos 254 condados do estado norte-americano do Texas. A sede do condado é Muleshoe, e sua maior cidade é Muleshoe.
O condado possui uma área de 2 143 km² (dos quais 2 km² estão cobertos por água), uma população de 6 594 habitantes, e uma densidade populacional de 3 hab/km² (segundo o censo nacional de 2000).
O condado foi criado em 1876.